# Kantai Kessen

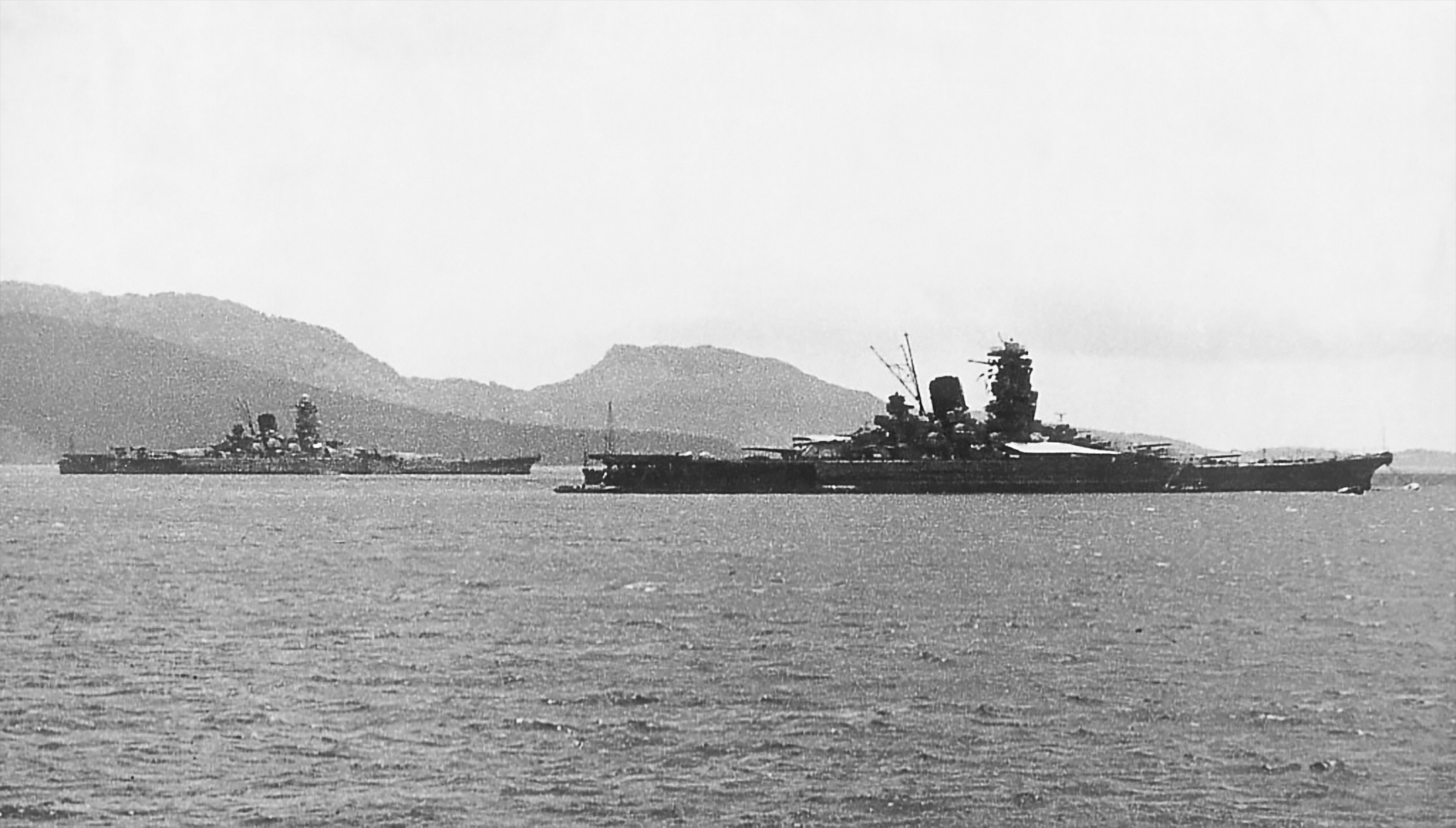
Los acorazados Yamato y Musashi eran el principal elemento de la doctrina de la "batalla decisiva".

La doctrina de la batalla decisiva (艦隊決戦 Kantai Kessen?) fue una estrategia naval adoptada por la Armada Imperial Japonesa después de la Guerra Ruso-Japonesa. Su modus operandi hacía uso de una fuerte fuerza de acorazados que, de un solo golpe, destruiría a una flota invasora al acercarse a Japón después de sufrir pérdidas por desgaste al penetrar en las defensas perimetrales japonesas.
La decisiva victoria de la flota japonesa sobre la Armada Imperial Rusa en la batalla de Tsushima en la Guerra Ruso-Japonesa, había validado la doctrina a los ojos del Estado Mayor General de la Armada Imperial Japonesa, y la futura adquisición y despliegue naval se centró en los refinamientos de la "victoria decisiva", o doctrina kantai kessen.
En la década de 1930 encontró una fuerte oposición, cuando los defensores de las nuevas tecnologías de aviación naval y guerra submarina preveían que el concepto de la línea de batalla entre las flotas de acorazados opuestos había quedado obsoleto. Sin embargo, los partidarios conservadores de la kantai kessen como el almirante Osami Nagano, dominaron dentro del Alto Mando de la Armada japonesa y el concepto de kantai kessen siguió siendo la principal estrategia naval japonesa en la Guerra del Pacífico.

## Historia

### Oposición
El almirante Isoroku Yamamoto dirigió la oposición a la doctrina tradicional kantai kessen en la Armada japonesa. Contrariamente a otros oficiales navales, Yamamoto afirmó que construir enormes acorazados como el Yamato y el Musashi era inútil, ya que ningún barco era insumergible, diciendo: "La serpiente más feroz puede ser vencida por un enjambre de hormigas". Según Yamamoto, los aviones implementados en portaaviones serían el enjambre mortal de hormigas en la nueva guerra. Creía que era improbable que las armadas japonesa y americana participaran en un combate de acorazados. En cambio, creía que la lucha en el Pacífico sería por el control de los cielos, ya que la aviación naval podría proyectar la potencia de fuego a distancias mucho mayores que los acorazados. Sin embargo, Yamamoto fue asesinado el 18 de abril de 1943 (véase Operación Venganza), y con su muerte vino el final del defensor más firme de la aviación naval en la Armada japonesa.
A medida que la guerra avanzaba, otros oficiales llegaron a cuestionar otros aspectos de la doctrina kantai kessen; Por ejemplo, el vicealmirante Matome Ugaki preguntó: "Me pregunto por qué no dan suficiente consideración para atacar elementos enemigos fáciles de destruir, en lugar de siempre buscar una batalla decisiva?". Ugaki defendió las pequeñas batallas de fuerzas concentradas para destruir los barcos más débiles de la Armada estadounidense, en vez de intentar destruir toda la flota a la vez.